# NGC 5812
NGC 5812 este o galaxie eliptică situată în constelația Balanța. A fost descoperită în 5 martie 1785 de către William Herschel. Se află la o distanță de 27,67 de megaparseci de Pământ.